# 哈罗德·克罗托
哈罗德·沃特·克罗托爵士，FRS（英語：Sir Harold Walter Kroto，1939年10月7日—2016年4月30日），暱稱哈里·克羅托（Harry Kroto），出生名哈羅德·沃特·克羅托施勒（英語：Harold Walter Krotoschiner），生於英国英格蘭劍橋，化学家。与罗伯特·柯尔、理查德·斯莫利共同因发现富勒烯而获得1996年诺贝尔化学奖。生前曾是佛罗里达州立大学的教授。

## 生平
克羅托出生於維斯貝希。父親的家族來自於波蘭博亞諾沃，其家族姓氏來自西里西亞語；母親的家族來自德國柏林。他的父母都在德國柏林出生，在1930年代，因為身為猶太人後裔，受到德國納粹迫害，成為難民，流亡到英國。